# Леон (роман)
«Леон» — фантастический роман Марины и Сергея Дяченко, история о попаданце, но не из современного мира в мир фэнтези, а наоборот. Этот роман повествует о любви, стремлении к счастью и найденной семье, узы которой могут быть намного крепче кровных; кроме того, «Леон» представляет собой также историю взросления, полную авантюрных приключений, битв и романтических эпизодов.

## История создания
Роман «Леон» Марина и Сергей Дяченко начали писать за много лет до его издания. Однако работа над романом была надолго прекращена. Летом 2021 года Марина и Сергей вернулись к работе над «Леоном», но дописывать роман Марине пришлось самостоятельно после того, как Сергей Дяченко умер в мае 2022 года. Незадолго до смерти Сергея Марина пообещала ему закончить роман. 

## Сюжет
Леон — представитель прежде процветавшего купеческого рода, средний сын в семье. Он чуть ли не с рождения мечтает создать собственное дело и разбогатеть. Однако его внезапно и несправедливо обвиняют в убийстве одноклассника по магической школе и приговаривают к смерти. Ради собственного спасения Леон соглашается на предложение загадочного незнакомца и перемещается в другой мир, в котором становится учеником странного мага.
Так как специализация Леона — этически ориентированная магия, его способности во многом связаны с умением различать добро и зло и предугадывать последствия собственных поступков для окружающих. Однако огромный потенциал этически ориентированная магия имеет лишь в современном мире, а в том средневековом мире, из которого прибыл Леон и в который ему предстоит вернуться после обучения, ситуация совсем иная. Перед Леоном встают вопросы: как поступить с даром, если он становится обузой, и что важнее — сохранить свои принципы или жизнь? На страницах романа Леон, бывший в начале книги эмоциональным и импульсивным подростком, постепенно взрослеет и становится лучшей версией себя.

## Проблематика
Рецензент журнала «Мир фантастики» Г. Бельтюкова отмечает, что в «Леоне» в очередной раз проявилось умение Дяченко «ставить перед своими героями этические дилеммы, которые могут либо сломать, либо сделать сильнее», и что роман этот представляет собой «современную сказку о выборе между добром и злом, любовью и долгом, силой и справедливостью».